# Hornrapunkel
Hornrapunkel (Phyteuma scheuchzeri) är en klockväxtart som beskrevs av Carlo Allioni. Enligt Catalogue of Life ingår Hornrapunkel i släktet rapunkler och familjen klockväxter, men enligt Dyntaxa är tillhörigheten istället släktet rapunkler och familjen klockväxter. Arten har ej påträffats i Sverige.

## Underarter
Arten delas in i följande underarter:
- P. s. columnae
- P. s. scheuchzeri

## Bildgalleri

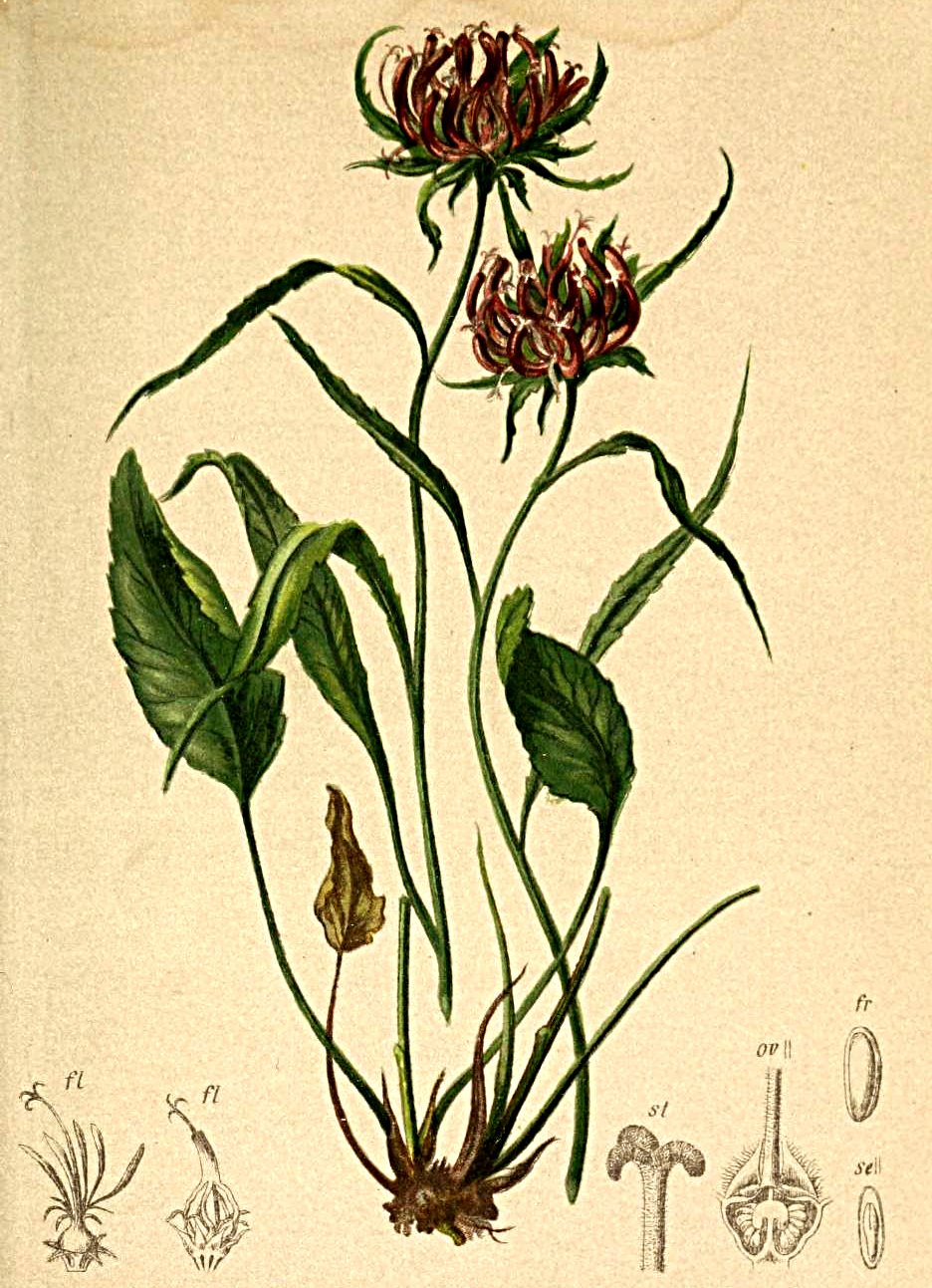